# Helena Majdaniec
Helena Majdaniec, née le 5 octobre 1941 à Mylsk en Volhynie, morte le 18 janvier 2002  à Szczecin en Poméranie occidentale (Pologne), est une chanteuse polonaise beat, surnommée la « reine du twist ».

## Biographie
Née officiellement dans le village de Mylsk en territoire polonais occupé par l'Allemagne nazie (aujourd'hui en Ukraine), Helena Majdaniec grandit à Szczecin, où elle complète sa scolarité par des cours de musique dans un conservatoire local. Elle fait ses débuts publics en 1962 à Szczecin dans des clubs étudiants. En 1962 elle passe au festival de Sopot et 1963 au festival d'Opole. En 1963 elle enregistre un premier disque. Dans les années 1960, elle chante à l'Olympia à Paris et fait des tournées en Pologne, mais aussi en Suisse, en Yougoslavie, en Hongrie ou en Suède.
Elle travaille avec des groupes comme Radiowy Zespół M-2, les Czerwono-Czarni (pl) (1962) et les Niebiesko-Czarni (pl) (1964), Ricercar 64, Studio rythme et les compositeurs Peter Figel et Bogusław Klimczuk (pl). Elle a également eu des rôles dans plusieurs films, notamment de Janusz Nasfeter (pl) et Kazimierz Kutz.
Ses principaux succès de ces années 1960 en Pologne sont :
- Rudy rydz
- Jutro będzie dobry dzień
- Czarny Alibaba
- Happy End
- Zakochani są wśród nas
- Wesoły twist

En 1968, elle s'établit en France pour vivre à Paris, où elle trouve des engagements dans les cabarets "Raspoutine", "Shéhérazade", "Tsarevitch", où elle se fait une belle réputation en chantant en russe, et participe à plusieurs émissions à la radio et à la télévision. Elle participe au festival de la Rose d'or d'Antibes en même temps que Olivia Newton-John, Cliff Richard ou Demis Roussos. Elle joue également au Canada, au Koweït ou au Maroc. Dans les années 1970, elle participe aux concerts 50 ans de chansons polonaises en Pologne et aux États-Unis.
Elle revient plus régulièrement en Pologne à partir de 1990, tout en conservant son domicile principal à Paris.
Deux jours après avoir participé avec une autre ancienne star des années 1960 et 1970, Karin Stanek (pl), à une émission de télévision très populaire, elle meurt brutalement le 18 janvier 2002 dans sa maison familiale de Szczecin. Son nom est donné au Théâtre d'été de Szczecin.

## Discographie

### Album
- 1970 - Helena Madanec 10 min, Philips N049, France

1. La gospoda - 2 min 50
2. Sous l'oranger - 2 min 58
3. Le bonheur est un jeu d'enfant - 2 min 56
4. Essayez de comprendre - 2 min 14
5. L'ami, la route, le soleil - 3 min 36
6. Le cœur en fête - 2 min 36
7. Le cœur et moi - 2 min 27
8. Dizzy - 2 min 54 s

### Single 45 tours
- 1964 - Helena Majdaniec 7 min, Polskie Nagrania Muza N-0338[4]

1. Nie otworzę drzwi nikomu (N'ouvre la porte à personne)
2. Ho, ho, ho Honoratko (Ho, ho, ho Honorée)
3. Piosenka o autostopie (Chanson sur l'autostop)
4. On za mną lata (Il me court après)

- 1970 - Helena Madanec, 7", Philips 6118007 [4]

1. La Gospoda
2. Le bonheur est un jeu d'enfant

- 1973 - Helena Majdanec, disque-carte postale, R-0141-II Ruch [4]

1. Le cœur en fête
2. Le cœur et moi